# Ethel (Mississippi)
Ethel è una città (town) degli Stati Uniti d'America, situata nella contea di Attala, nello Stato del Mississippi.